# Buchener Höhe
Die Straße über die Buchener Höhe verbindet die in Tirol/Österreich gelegenen Orte Leutasch und Telfs. Die Strecke enthält 4 Kehren, und die Passhöhe liegt auf 1247 m ü. A. In nordöstlicher Richtung verläuft die Straße von Leutasch weiter bis nach Mittenwald in Bayern/Deutschland. Westlich der Buchener Höhe liegt die 2.662 m hohe Hohe Munde.

## Bilder

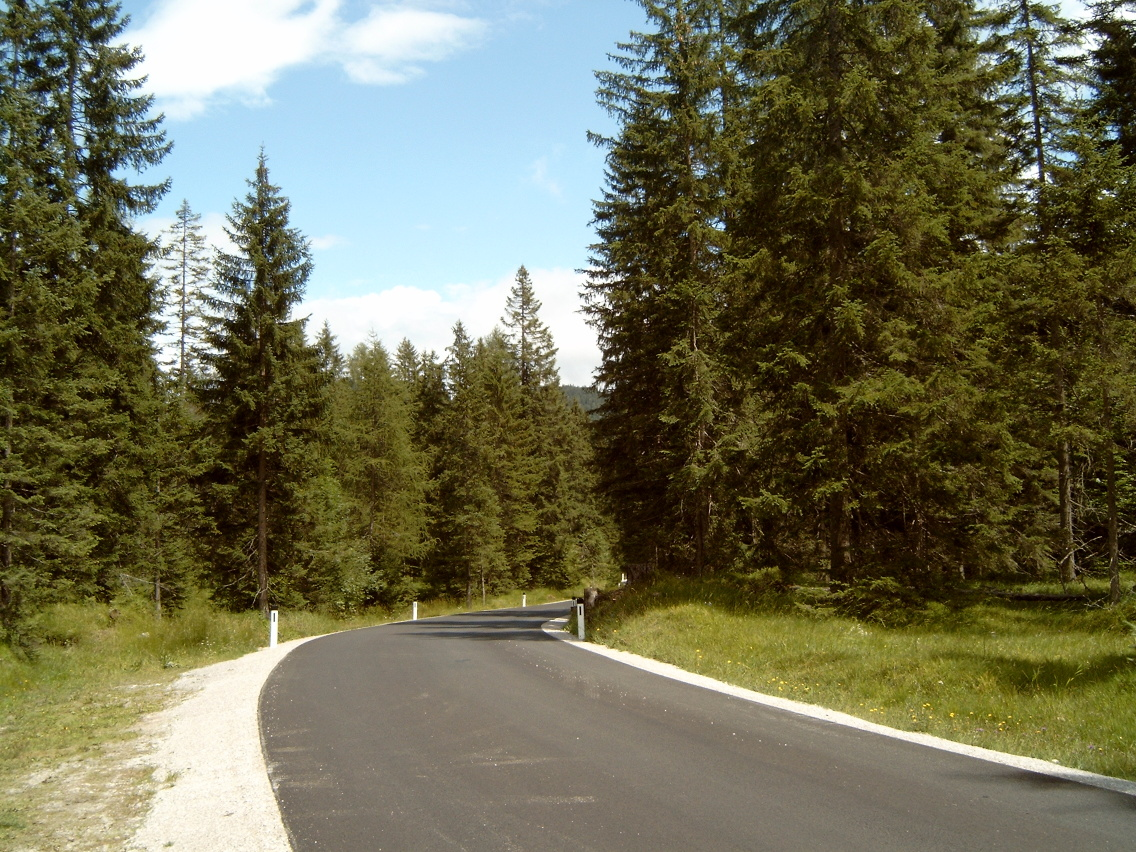
Buchener Höhe, Nordrampe nahe der Passhöhe
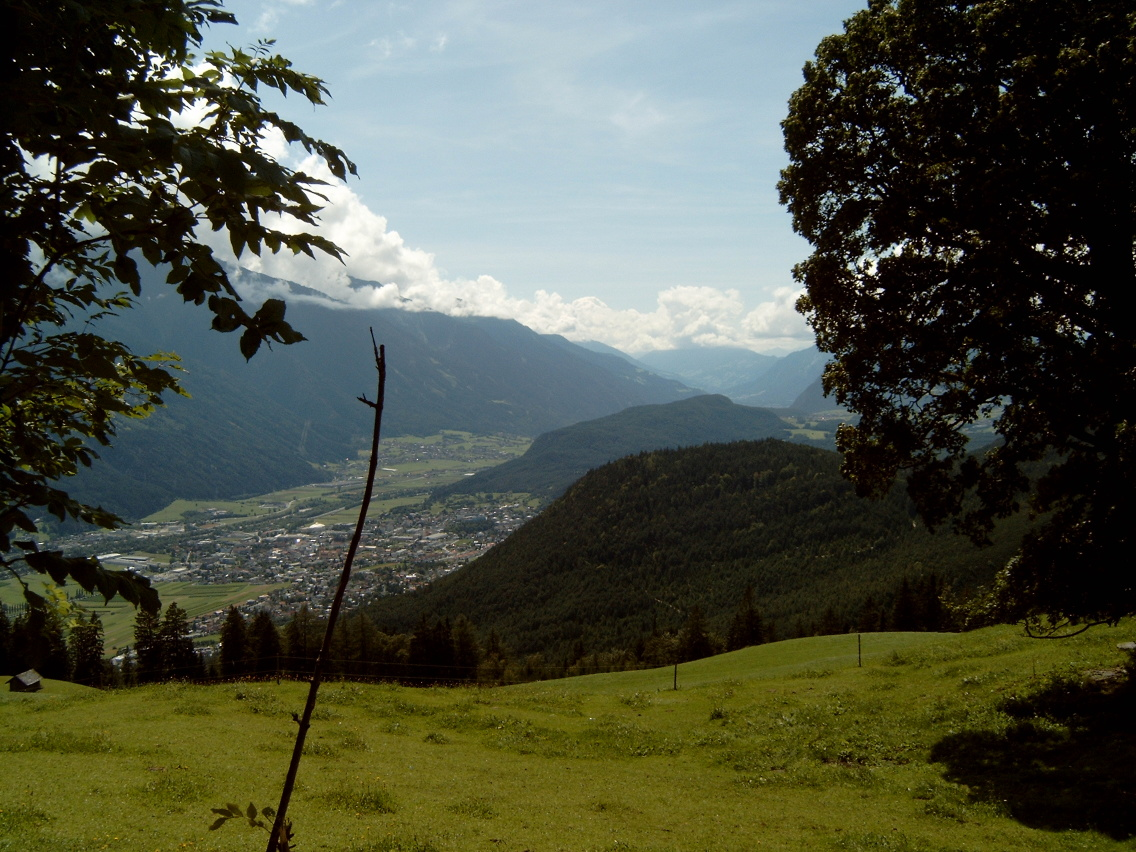
Buchener Höhe, Südrampe, Blick auf Telfs und das Inntal